# Genosha
Genosha (ejtsd: Dzsenosa), egy kitalált sziget a Marvel Comics világegyetemben. Megalkotója Chris Claremont, első megjelenése az Uncanny X-Men #235 (1988 októbere). Eredetileg a rabszolgaság allegóriája volt, később egyszerű afrikai kikötő, majd a mutánsok menedéke, legutóbb katasztrófa sújtotta övezet. Fővárosa a kitalált Hammer Bay (Kalapács Öböl). A szigeten a Ridgeback hegylánc húzódik végig.

## Fekvése és története
Szigetünk a Kelet-Afrikai partok mentén fekszik, Madagaszkár és a Seychelle-szigetek között. Évszázadokig szolgált menedékül az indiai óceán kalózainak (állítólag Szindbád is megfordult itt legendás útjainak egyikén), majd a felfedezések idején telepesek vették birtokukba. A Kalapács –öböl nagyszerű természeti jellege alkotta kereskedelmünk alapját, mely gazdagságunk fő forrásává vált.. Egészen addig, míg a hegyek mélyében vasat s más nemesfémet fedeztünk fel. A vasat a világ legnemesebb acéljává dolgozzuk fel, elenyésző környezetszennyezés mellett, és verhetetlen áron. Az évek során Genosha gazdasága és társadalma kivívta a világ tiszteletét.  A szegénységet száműztük, s az oktatási és foglalkozási lehetőségek végtelenek. Szabad országban élünk, ahol az embert nem bőrének színe, hanem tettei és jelleme alapján ítélünk meg.

### A mutáns elnyomás
Genoshát valaha magas életszínvonaláról és kiváló gazdaságáról ismerték, mindazonáltal a látszólagos utópia mögött valójában elnyomó infrastruktúra és társadalom rejlett. A genoshai polgárokat kötelezték, hogy genetikai teszteken essenek át 13 éves korukig, ahol kiszűrték a pozitív, mutáns génnel rendelkezőket. Akik fennakadtak a vizsgálaton az állam tulajdonába mentek át, szabad emberként állampolgárságuk megszűnt. Kényszerítették őket, hogy részt vegyenek egy eljáráson, ami Mr. Sinister munkáján alapult. Genoshai megvalósítója David Moreau volt. Ez az eljárás megváltoztatta a testüket és pszichikailag is kondicionálta őket, miközben az állam akaratuktól megfosztott szolgájává váltak. A kezelt mutánsok különleges egybeszabott ruházatot viseltek, ami jól megkülönböztethetővé tette őket, valamint védelmet adott nekik a sokszor veszélyes elvégzendő munkák során és feldolgozta a test salakját. A homlokukra számot bélyegeztek. Nem emigrálhattak, akik mégis megkísérelték egy erre kiképzett különítménnyel levadászták és visszatoloncolták. 
Egy ilyen alkalommal a szemtanú Madelyne Pryort is elrabolták, aki éppen egy még a kezelés előtt megszökött genoshai állampolgár, Jenny Ransome ápolónő pilótája volt.
A Madelyne nyomába eredt X-ek megütköztek a genoshai különítmény tagjaival. Ők: a baseball sapkás technikus: Vonal; a néger izomember: Balhorog, aki csapat egyetlen női de cseppet sem nőies tagja és a laza nyakkendős Hawkshaw, akinek „speciális szeme” képes volt érzékelni a levadászandó szökevényeket. Megfutamodtak, viszont magukkal vitték a foglyul ejtett Vadócot és Rozsomákot.
A két X-et közvetlen Genoshába érkezésük után a Kitörlő nevű idős férfi úgy tűnt megfosztotta szuperképességeiktől, így a genoshai Törvényőrök, a hatalmon levő rendszer rendőrei és katonái könnyűszerrel legyűrték őket. Vadóc az átélt traumától magába zárkózott, a tudatalattija pedig sokkos vádakkal bombázta, megjelenítve neki mindazokat, akiknek elszívta a tudatát. A szellemek most, hogy Vadóc gyenge lett és sebezhető, ízekre akarták tépni. Ám megjelent közöttük Carol Danvers, aki megálljt parancsolt a kísérteteknek. Felajánlotta Vadócnak, hogy segít, ha átveheti a parancsnokságot a lány teste felett. Vadóc kétségbeesésében beleegyezett.
Carol, Vadóc testében a nő régi hírszerzési képzettségére építve leütötte az őreit és némi tűzharc árán kicsempészte mind magát, mind a nagyon rossz állapotban levő Rozsomákot a fogságból. Kiderült, hogy Rozsomák szervezete nem termel elég vörösvérsejtet, amit eddig a szuperképességei kompenzáltak, nélkülük viszont lassú haldoklásnak indult. Rejtőzködve bejárták Genoshát, és találkoztak David Moreau fiával, Phillip-pel, aki Jenny barátja volt. Magukkal vitték, hogy felnyissák a szemét mikor újra elfogták őket. 
Apa és fiú között rövid, de heves vita alakult ki, hazájuk belpolitikájának helyességéről. A Főtörvényőr, az apa füle hallatára mindazonáltal Phillip szemére vetette, hogy a fiú eddig egész életében csak „üdült”, és nem panaszkodott, tehát nincs joga bírálni azt a rendszert, ami mindezt biztosította számára.
Rozsomák és Carol annak tudatában, hogy nincs számukra kiút, közelharcba bocsátkoznak, Rozsomák a karmait használja – melyek előbújása után most nem forr össze a seb- Carol pedig lőfegyvert szerez. A felmentő sereg az X-Men személyében érkezik, de már későn. Rozsomák túl súlyos sebeket kapott, és az öngyógyító képessége nélkül nem éli túl őket. Azonban Carol túszul ejti a Kitörlőt és visszaszolgáltatja vele az elrabolt erőiket.
Az X-ek egybehívatják Genosha polgárait és Plazma, Vihar parancsára lerombolja a Citadellát, a Törvényőrök főhadiszállását egy sugárnyalábbal, majd eltávoznak egy jobb jövő reményében maguk mögött hagyják a szigetet.
Később a sok címmel rendelkező X-Tinction Agenda cselekmény során az X-ek és szövetségeseik újra megmentették csapattársaikat, Vihart, Plazmát, Rictort stb. a genoshai agymosástól. A sziget előkerül az Age of Apocalypse eseményei során is.

### Magneto
Az ENSZ akkor engedte át a sziget fennhatóságát Magnetónak, miután a hatalmas erővel és ambícióval rendelkező mutáns követelni kezdte a mutánsok szuverén államának létrejöttéhez való jogot. Magneto egy rövid ideig tartó viszonylagos békét és stabilitást teremtett a szigeten, mígnem kitört a Genoshai polgárháború, mikor a megmaradt emberi lakosság elhagyta az államot.

## Külső hivatkozások
- Genosha a marvel.com-on (angolul)